# Juan Pablo Ledezma (futbolista)
Juan Pablo Ledezma Porras (San Ramón, Alajuela, 21 de enero de 2005) es un futbolista costarricense que juega como delantero y actualmente milita en el Puntarenas F.C. de la Primera División de Costa Rica.

## Trayectoria

### Inicios
Realizó su debut con el Alajuelense en un partido internacional de la Liga Concacaf ante el Cibao FC de República Dominicana, partido que ganó la Liga Deportiva Alajuelense con el marcador 3-0 y logró avanzar a la siguiente fase. Ingresó de cambio en el minuto 86' por Carlos Mora.

### A.D Cofutpa
13 de enero de 2023 se oficializó su fichaje al A.D Cofutpa en condición de préstamo por la L.D Alajuelense.

## Clubes
| Club        | País       | Año       |
| ----------- | ---------- | --------- |
| A.D Cofutpa | Costa Rica | 2023-Act. |

## Palmarés

### Títulos nacionales
| Título                         | Club            | País       | Año  |
| ------------------------------ | --------------- | ---------- | ---- |
| Primera División de Costa Rica | L.D Alajuelense | Costa Rica | 2020 |

### Títulos internacionales
| Título        | Club            | País     | Año  |
| ------------- | --------------- | -------- | ---- |
| Liga Concacaf | L.D Alajuelense | Concacaf | 2021 |

## Vida privada
Es hijo del exfutbolista Froylán Ledezma Stephens, quien militó en el país de Costa Rica, con la Liga Deportiva Alajuelense, Deportivo Saprissa y el Club Sport Herediano; mientras que a nivel internacional con el Ajax de Ámsterdam y equipos de Alemania, Austria, Grecia, Paraguay y Bolivia.